# بخش مرکزی شهرستان اصلاندوز
بخش مرکزی یکی از بخش‌های شهرستان اصلاندوز استان اردبیل ایران است.

## تقسیمات کشوری
- بخش مرکزی شهرستان اصلاندوز
  - دهستان اصلاندوز غربی
  - دهستان اصلاندوز شرقی

شهر: اصلاندوز

## جمعیت
بنابر سرشماری مرکز آمار ایران، جمعیت بخش مرکزی شهرستان اصلاندوز در سال ۱۳۹۵ برابر با ۱۷،۷۰۹ نفر بوده است.